# Anton Josipović
Anton Ante Josipović (Banja Luka, 22. listopada 1962.), bivši je hrvatski boksač iz Bosne i Hercegovine. Na olimpijskim igrama 1984. godine osvojio je zlatnu medalju.

## Životopis i amaterska karijera
Josipović je bio član boksačkog kluba "Slavije" iz Banja Luke. Osvojio je svoje prvo jugoslavensko prvenstvo 1982. godine. Na Svjetskom prvenstvu u Münchenu 1982. godine odlično počinje, ali zbog ozljede mora odustati od daljnjeg natjecanja. Balkanskim prvakom je postao 1983. godine. 
Na OI 1984. u Los Angelesu, postao je prvim jugoslavenskim športašem koji je osvojio zlatno odličje bez borbe. Josipović je ostao bez protivnika, nakon što je jugoslavenski sudac Gligorije Novičić, u drugoj poluzavršnoj borbi diskvalificirao američkog boksača Evandera Holyfielda u borbi protiv novozelandskog Kevina Barryja, nakon što je udario (i nokautirao) protivnika nakon sučeva znaka za prekid borbe.
Unatoč domaćinovim prosvjedima, Holyfield, kasniji dvostruki svjetski prvak u teškoj kategoriji, nije dobio dopuštenje za natjecanje u završnici. Zbog toga što se i Barry nije mogao natjecati jer je bio nokautiran, Josipović je osvojio zlatno odličje bez borbe. Ubrzo nakon toga je okončao karijeru. Trenutno živi i radi u rodnoj Banja Luci.

## Profesionalna karijera
Svoju je profesionalnu boksačku karijeru započeo 1990. godine, i pobijedio je u prvih osam borbi. 1994. godine boksao je protiv Asmira Vojnovića za naslov hrvatskog prvaka i izgubio je tu borbu na bodove. U uzvratu, koji se održao 1995. godine, Josipović je opet izgubio na bodove i potom se povukao iz boksa.

## Vanjske poveznice
- (engl.) Na BoxRecu[neaktivna poveznica]
- (engl.) Profil na stranicama Srp. olimpijskog odbora (u pismohrani archive.org 12. ožujka 2007.)